# Iclănzel
Iclănzel (Hongaars: Kisikland) is een comună in het district Mureș, Transsylvanië, Roemenië. Het is opgebouwd uit elf dorpen, namelijk:
- Căpuşu de Câmpie
- Chisăliţa
- După Deal
- Fânaţe
- Fânaţele Căpuşului
- Ghidaşteu
- Iclandu Mare
- Iclănzel (Hongaars: Kisikland)
- Mădărăşeni
- Tăblăşeni
- Valea Iclandului

## Geschiedenis
De gemeente maakte in de geschiedenis lang deel uit van het Koninkrijk Hongarije. Toen in 1526 de Turken Hongarije deels veroverden kwam de gemeente in het Vorstendom Transsylvanië te liggen dat ook werd gedomineerd door de Hongaren. In 1867 ging Transsylvanië op in het Hongaarse deel van de Oostenrijks-Hongaarse Monarchie. In 1918 kwam Iclanzel in Roemeense handen. Terwijl tussen 1940 en 1944 de rest van het district weer in Hongaarse handen kwam, bleef de gemeente in Roemeense handen.